# Netzwerkknoten
Netzwerkknoten sind in Netzwerken Knoten, welche die Verbindungen der Benutzer untereinander ermöglichen.

## Allgemeines
Alle Netzwerkelemente, auch die Netzwerkknoten, und deren Funktionsfähigkeit werden von der Graphentheorie und Netzwerktechnik untersucht und durch die Netzwerkökonomik bewertet.
Für Manuel Castells ist das Netzwerk eine Menge von untereinander verbundenen Knoten als Schnittpunkte einer sich selbst schneidenden Kurve. Die Netzwerke werden häufig durch ihre Netzwerkknoten definiert, die durch ein Übertragungsmedium miteinander verbunden sind. So werden beispielsweise in der Datenverarbeitung als Netzwerkknoten die speziell für die Datenvermittlung und Datenverarbeitung entwickelten Datenverarbeitungssysteme bezeichnet.
Ein Netzwerk besteht im physikalischen Sinne aus Netzwerkknoten (englisch network nodes) und Verbindungen (englisch network connections). Sie erledigen in Telekommunikationsnetzen Vermittlungs-, Verteilungs- und Konzentrationsfunktionen. Verbindungen oder Übertragungsmedien sind die physikalische Verbindung zwischen Netzwerkknoten (Straßen im Straßennetz, Flüsse im Wasserstraßennetz, Kabel im Kabelnetz, Funkverbindungen, Satellitenverbindungen im Funknetz).

## Arten
Die Netzwerke können nach Verkehrsart und Verkehrsträger wie folgt unterschieden werden:
| Verkehrsart            | Verkehrsträger                   | Verkehrsnetz |
| ---------------------- | -------------------------------- | --- |
| Landverkehr            | Straßenverkehr Schienenverkehr   | Straßennetze Schienennetze |
| Wasserverkehr          | Binnenschifffahrt Seeschifffahrt | Wasserstraßennetze: Flüsse, Kanäle, Seen Seewege, Unterwasser-Pipelines |
| Luftverkehr            | Luftstraßen                      | Luftstraßennetz |
| Nachrichtenübertragung | Kabel, Funkverkehr               | Kommunikationsnetze: Kabelnetze: Breitbandnetze, Kabelfernsehnetze, Glasfasernetze, Internet, Rechnernetze, soziale Netzwerke, Telefonnetze, Verbundnetze; Funknetze: Mobilfunknetze, Infrastruktur-Netzwerke |

Während diese Netzwerke durch technische oder physische Verbindungen miteinander verknüpft sind, bestehen Absatzketten, Lieferketten, Transportketten oder Vertriebsketten aus logistisch-organisatorischen Verbindungen.

## Arten von Netzwerkknoten
Jedes Netzwerk verfügt über eigene Netzwerkknoten, die miteinander verbunden sind:
| Netzwerk          | Netzwerkknoten                                              | Beispiele                                       |
| ----------------- | ----------------------------------------------------------- | ----------------------------------------------- |
| Straßennetz       | Knotenpunkte                                                | Autobahnkreuz, Anschlussstelle, Straßenkreuzung |
| Schienennetz      | Eisenbahnknoten, Schienenkreuze, Weichen                    | Güterbahnhof, Personenbahnhof                   |
| Wasserstraßennetz | Umschlag                                                    | Binnenhafen, Seehafen                           |
| Luftstraßennetz   | Hub and Spoke                                               | Flughafen                                       |
| Transportnetz     | Umschlageinrichtungen                                       | Lagerhaus, Verladebrücke                        |
| Kabelnetze        | Kabelverzweiger, Modem                                      | Wiedergabegeräte                                |
| Stromnetze        | Übertragungsnetze                                           | Elektrogeräte                                   |
| Internet          | Backbones, Gateways, Hostrechner, Server                    | Computer, Peer, Personal Computer               |
| Funknetze         | Sendeanlage, Basisstation, Funkzelle, Wireless Access Point | Endgeräte                                       |

Ein typischer Netzwerkknoten ist im Straßennetz der Verkehrsknotenpunkt, an welchem ein Umschlag von Gütern oder ein Umsteigen von Personen zwischen mehreren Verkehrs- oder Transportmitteln stattfindet. Diese Verkehrsknotenpunkte sind durch Straßen miteinander verbunden. Die Netzwerkknoten bei Transportnetzen bestehen unter anderem aus Umschlageinrichtungen und Lagerhäusern, während die mobilen Gegenstände wie Lastkraftwagen, Flugzeuge, Förderbänder oder Schiffe zu den Netzwerkkanten gehören.
In der Datenverarbeitung gehören zu den Netzwerkknoten insbesondere Arbeitsstationen, Datenverarbeitungsanlagen, zentrale Großrechner oder Netzwerkserver. Im Mobilfunknetz bildet jeder Netzwerkknoten für sich eine Funkzelle. Die Kommunikation zwischen einzelnen Netzwerkknoten ist möglich, solange sich ihre Funkzellen überschneiden. Die Reichweite einer Funkzelle wird von der Umgebung und dadurch resultierenden Funkstörungen beeinflusst. Die sich in einer Funkzelle befindlichen Endgeräte (Handy, Notebook, Smartphone) können mit dem Netzwerk verbunden werden.

## Wirtschaftliche Aspekte
Die Komplexität eines Netzwerks ist das Verhältnis der vorhandenen Kanten und deren mindestens notwendigen Anzahl, um alle Netzwerkknoten miteinander zu verbinden. Ein Netzwerk ist umso komplexer, je mehr Netzwerkknoten vorhanden sind. Wird bei verstärktem Netzzugang die kritische Masse von Netzteilnehmern überschritten und/oder die Netznutzung erhöht (etwa durch Datenübertragung höherer Datenmengen), können durch die erhöhte Netzlast Netzstörungen auftreten (Stromausfall im Stromnetz, Verkehrsstau im Verkehrsnetz). Die Netzstörung im Stromnetz durch Stromausfall beispielsweise kann als Dominoeffekt auf andere stromabhängige Netzwerke (etwa Rechnernetze) übergreifen.